# Bradypteroscarta
Bradypteroscarta is een geslacht van halfvleugeligen uit de familie schuimcicaden (Cercopidae). De wetenschappelijke naam van dit geslacht is voor het eerst geldig gepubliceerd in 1949 door Lallemand.

## Soorten
Het geslacht Bradypteroscarta  is monotypisch en omvat slechts de volgende soort:
- Bradypteroscarta infuscata Lallemand, 1949